# Ugron család

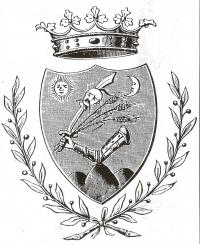
A család címere

Az ábránfalvi Ugron család egy ősrégi székely primor család, amely nemesi előnevét Ábránfalváról (Udvarhely vármegye) a honfoglalás idejéből „Jure primae occupationis” jogán kapta.

## Története
Az „ábránfalvi” mellett a család használta még a „csikszentdomokosi”, „csikszentmihályi”, „kányádi”, „szörcsei”, „bögözi”, „kászoni”, és „mezőzáhi” előneveket is. A család neve előfordul Vgron, Wgronn és Vrkon alakban is. Első hiteles őse Mihály, aki 1398-ban ormányi bíró volt. Ugron Imre 1447-ben aláirta a Hunyadi János kormányzóságáról szóló végzést. Demjén 1506-ban követ volt az agyagfalvi gyűlésen; István 1556-ban az ősi Ábránfalván, Antal pedig Martonoson lustráltak mint primorok. Tamás 1576-ban, Mihály 1593-ban, Pál 1614-ben, Mózes 1633-ban, József 1639-ben szintén a primorok rendjéhez tartoztak. A család egyik ága Udvarhelyszékről származott Háromszékbe.

## A család címere
Kék mezőben hármas zöld halmon könyöklő páncélos jobb kar markában három arany kalászt és tatárfejen átszúrt kardot tart. A sisakdisz: a pajzsalak; tőle jobbra félhold, balról ragyogó Nap; takaró: kék–ezüst. A család szombatfalvi katolikus ágának egyes tagjai ettől eltérő címert használtak: hasított pajzs; elöl ezüst mezőben vörös nyelvét kiöltő fél fekete sas; hátul kék mezőben zöld földön vörös ruhás, sárga csizmás, magyar vitéz jobbjában egy tatárfőn átszúrt kardot, baljában pedig három arany kalászt tart; sisakdisz és takaró: mint az ősi címernél. Siebmacher Wappenbuchja említ még egy harmadik címerváltozatot is: hasított pajzs; a jobb oldali ezüst mezőben kék ruhás, sárga csizmás magyar vitéz jobbjában három arany kalászt tart, a bal oldali kék mezőben pedig hármas zöld halmon könyöklő páncélos kar tatárfejen átszúrt kardot tart, tőle jobbról növő félhold, balról ragyogó Nap; sisakdisz és takarók: mint az ősi címernél.
A család a XVI. századtól református csak a szombatfalvi ágon katolikus Tamás és utódai. A ma még élő nemzedék őse a XV. század első felében élt László. Fia Kelemen, ezé Mihály, ezé Tamás, ezé Pál, főkirálybíró, követ, akitől Geréb Annának több fia született, a leszármazást azonban János főasztalnok (1639) folytatta tovább. Fiai közül Ferenc főkirálybíró fiaiban két ágra szakadt a család. Az egyiket András vezette tovább, ez az ág azonban 1813-ban Pállal fiúágon kihalt. A másik ág őse János, aki 1704-ben követ volt a török portán s Toldalaghi Krisztinának tőle született fiai közül hárman fejlesztették tovább a családot. István (a mezőzáhi ág megalapítója) ágán István (szül. 1862. szeptember 27.) kamarás, római katolikus követ és meghatalmazott miniszter volt, a Johannita-rend lovagja s számos kitüntetés tulajdonosa. József (a fiadfalvi ág megalapítója) ágán Zoltán (szül. 1867) gyermekei: a) Anna szül. 1898. január 18.) b) János (szül. 1899. január 28.) c) István (szül. 1900. május 5.) d) Mária (szül. 1901. június 17.) e) Pál (szül. 1902. november 10.) – Míg a harmadik, szombatfalvi ágnak megalapítója János, akinek Tamás és Mihály fiaiban további két ágra szakadt a család. Tamás ágán Gábor (1847–1911) gyermekei: 1) Gábor (szül. 1880. január 8.), neje báró Szalay Livia. Gyermekeik: a) Mária (szül. 1906) b) Gábor és c) Imre (szül. 1908. október 10.) 2. Vilma (szül. 1882) 3. András (szül. 1885) Gábor testvére Ákos főispán, akitől felsőbükki Nagy Sarolta gyermekei: 1. Mártha (szül. 1882), Jobaházi Dőry Elekné, 2. Sarolta (szül. 1883), férje kenesei Kenessey Pongrác, 3. Ákos (szül. 1889), 4. Piroska (szül. 1894), 5. Erzsébet (szül. 1898) – Tamás testvére Mihály (1770), fia Mihály; ezé György; ezé megint György, akinek gyermekei: 1. Ferenc. – 2. Jenő; felesége (esküvő 1911. október 8.) makfalvai és uzapaniti Dósa Judit, 3. István. – 4. Mária, férje Hatfaludy István, 5. Erzsébet